# It's Okay to Not Be Okay
It's Okay to Not Be Okay (사이코지만 괜찮아?, Saikojiman gwaenchanaLR; lett. "È folle, ma non importa"), noto anche come Psycho But It's Okay e Psycho But It's All Right, è un drama coreano del 2020, diretto da Jo Yong e interpretato da Kim Soo-hyun e Seo Ye-ji. Il drama è trasmesso in Corea del Sud a partire dal 20 giugno 2020 su tvN, e contemporaneamente nel resto del mondo da Netflix.

## Trama
A Seul, Moon Gang-tae, operatore sanitario, e il fratello maggiore Sang-tae, autistico, sono costretti a spostarsi di continuo, almeno una volta all'anno; questo è anche il motivo per cui Gang-tae – che deve proteggere il fratello maggiore da una sua misteriosa paura per le farfalle – deve continuamente cambiare luogo di lavoro. Dopo l'ennesimo spostamento, Gang-tae trova impiego in un istituto psichiatrico nella sua città natale, dove conosce Nam Ju-ri, un'infermiera che si innamora, non ricambiata, di lui.
Contemporaneamente, Ko Moon-young, popolare autrice di libri di fiabe per bambini, durante la presentazione del suo nuovo libro, e per tutta una serie di eventi, incontra Gang-tae e il fratello, che ama e conosce alla perfezione le storie della giovane scrittrice. Moon-young soffre di un disturbo antisociale di personalità; l'unico a conoscenza della malattia è Lee Sang-in, amministratore delegato della casa editrice per cui scrive. Inizialmente la ragazza si comporta con Gang-tae in maniera estremamente algida e arrogante, tuttavia il loro incontro finisce per avere conseguenze positive per entrambi, portandoli a vedere la vita in maniera diversa e a sostenersi a vicenda.